# Mertzen
Mertzen là một xã ở tỉnh Haut-Rhin trong vùng Grand Est ở đông bắc Pháp. Xã này có diện tích 2,01 km², dân số năm 1999 là 210 người. Khu vực này có độ cao 350 mét trên mực nước biển.